# DORIS (卫星定位系统)

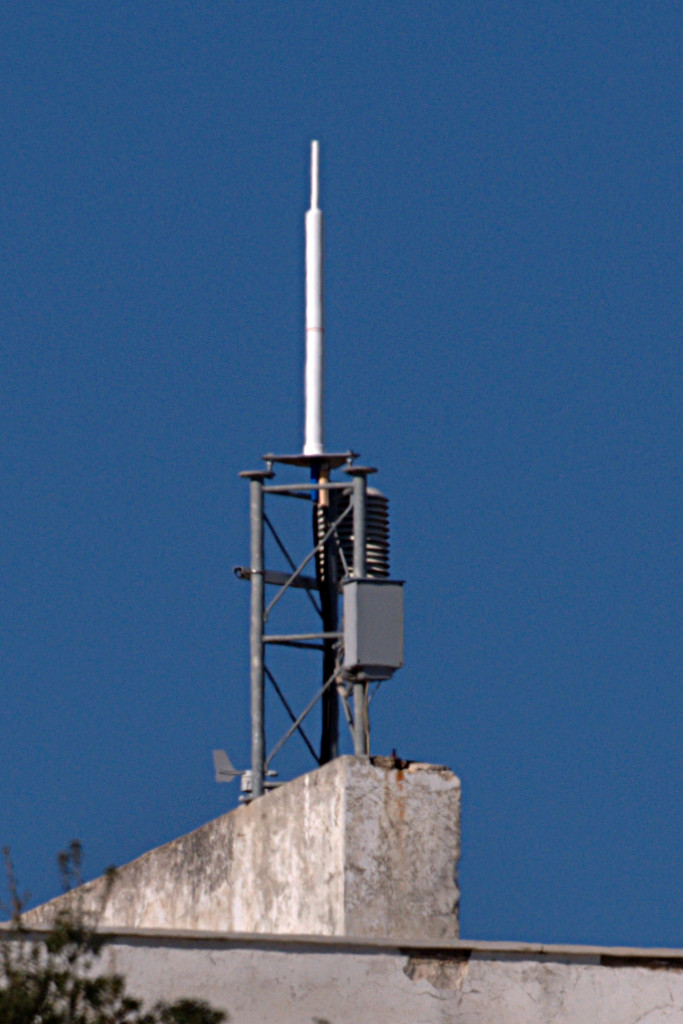
The UHF transmitting antenna of DORIS_(geodesy) DNO ground station (beacon) at Dionysos, Greece.

DORIS系统（缩写：DORIS），亦称多普勒无线电定轨定位系统、卫星多普勒定轨定位系统:282和多普勒雷达和无线电定位组合系统，是利用多普勒测量方式进行卫星定轨，并利用空间无线电定位的组合系统，由法國國家太空研究中心研制和运营。

## 原理
基于地面无线电信标发送信号，接收卫星接收信号。这与其他全球导航卫星系统将发射端放在在太空传播而在大多数情况将接收端设在地球表面附近的配置相反。由于卫星的移动造成的多普勒效应下，信号频率会发生变化。卫星在轨道上测量，可以得到地面位置以及其他的参数。

## 组织
DORIS系统由法国国家太空研究中心发射并维护。相关人员在法国图卢兹对其进行操作。

## 参閲
- 全球定位系統(GPS)
- 格洛纳斯系统(GLONASS)
- 北斗卫星导航系统(BDS)
- 伽利略定位系統(Galileo)
- 印度區域導航衛星系統(IRNSS)
- 准天顶卫星系统(QZSS)
- 辅助全球卫星定位系统(AGPS)
- 北斗卫星导航试验系统
- GPS誤差分析（英语：Error analysis for the Global Positioning System）(Error analysis for the GPS)

## 外部連結
- AVISO, website which distributes satellite altimeter data
- IDS（页面存档备份，存于）, International DORIS Service